# Мельниково (Томская область)
Ме́льниково — село в Томской области, административный центр Шегарского района и Шегарского сельского поселения.

## Общие сведения
Население — 8216 чел. (на 1 августа 2012 года), 8048 чел. (на 1 января 2015).
В селе сходятся автотрассы федерального подчинения, ведущие на юг — в Новосибирскую область, на запад — до Бакчара и Кедрового, на север — до Колпашева, Парабели и Каргаска и на восток — до Томска.
В состав Шегарского сельского поселения, помимо села Мельниково, входят село Нащёково и деревня Старая Шегарка.
Указом Президиума Верховного Совета РСФСР переименовано из Шегарского в 1938 году.
Современное село Мельниково застраивалось в довоенное[прояснить] и послевоенное время.

## География и климат
Село расположено на реке Мундрове в 4 км западнее реки Обь, в 64 км к западу от Томска.

Климат в селе Мельниково умеренно-холодный. Количество осадков значительное, даже в засушливые месяцы. По классификации климатов Кёппена — влажный континентальный климат с тёплым летом (индекс Dfb). Средняя температура за год 0,4 °C, выпадает около 494 мм осадков в год.
| Показатель                    | Янв.  | Фев.  | Март  | Апр. | Май  | Июнь | Июль | Авг. | Сен. | Окт. | Нояб. | Дек.  | Год  |
| ----------------------------- | ----- | ----- | ----- | ---- | ---- | ---- | ---- | ---- | ---- | ---- | ----- | ----- | ---- |
| Средний суточный максимум, °C | −13,6 | −11,6 | −2,6  | 6,4  | 15,7 | 22,4 | 25,0 | 21,2 | 15,1 | 4,7  | −5,4  | −11,5 | 5,5  |
| Средняя температура, °C       | −17,8 | −16,6 | −8,2  | 1,2  | 9,5  | 16,2 | 19,1 | 15,7 | 9,9  | 1,1  | −9,2  | −15,6 | 0,4  |
| Средний суточный минимум, °C  | −21,9 | −21,5 | −13,8 | −4   | 3,4  | 10,0 | 13,2 | 10,3 | 4,8  | −2,4 | −12,9 | −19,7 | −4,5 |
| Норма осадков, мм             | 27    | 18    | 19    | 27   | 46   | 59   | 68   | 65   | 44   | 47   | 43    | 31    | 494  |

## История села
Согласно монографии Н. Ф. Емельянова, село было основано в 1782 году. Документы переписи 1926 года указывают на ещё более раннюю дату возникновения деревни Мельникова на реке Мундрове — 1616 год.
В конце XVIII века в районе кедровника насчитывалось 15 дворов. После отмены крепостного права лет за 10 до Столыпинской реформы поселение выросло в два раза, и в 1895 году здесь проживало уже 161 человек.
И до революции, и после неё в окрестностях Мельникова можно было встретить «киреевских волков» — каторжан, находившихся в бегах.
Во времена Гражданской войны и в годы сталинских репрессий побережье Мундровы у мельниц, кедровник, Богородский лес, тайга между Богородским и Нахаловкой стали ещё более опасными местами для одинокого путника: появилась новая категория преступников из числа участников крестьянских бунтов, бежавших от советской власти. 
В первые годы советской власти в Мельниково было построено 62 двора, в которых проживало 308 человек. Большинство женского населения в 1930-х годах работало на сушзаводе, построенном в 1932 году и специализировавшемся на изготовлении «сухата» (брикетов из сушёного картофеля), который шёл в северные районы, военнослужащим, заключённым.
20 января 1936 года был учреждён Шегарский район с центром в селе Богородском, в 1937 году переименованном в Шегарское (ныне известно под именем Старая Шегарка и находится в 6 км от Мельникова). В 1938 году в связи с постоянными весенними разливами Оби, Шегарский райисполком инициировал перенос райцентра в Мельниково, однако фактически райцентр был перенесён в 1941 году.
Со временем сушзавод реорганизовался в пищекомбинат, который начал выпускать крахмал, кисель, газированную воду, маринованные огурцы и грибы, варенье, колбасу, мясные консервы и прочие продукты питания.
В 1990-е годы пищекомбинат был практически полностью уничтожен[кем?].
В 1947 году земледельцы звена Николая Петровича Волынкина из колхоза «Молот» (село Гусево) получили 33,2 центнера ржи и 30,9 центнера пшеницы с гектара. Немного меньше зерна получило звено Владимира Александровича Грязева. Указом Президиума Верховного Совета СССР от 31 марта 1948 года оба удостоены высоких званий Героев Социалистического Труда. Спустя двадцать лет такую же высокую награду получил бригадир тракторной бригады колхоза имени 50-летия Великого Октября (село Баткат) Н. И. Малков. Полным кавалером Ордена Славы вернулся с Великой Отечественной войны Михаил Андреевич Плют.
В селе родился Юрий Анатольевич Хардиков — российский предприниматель и политик, бывший префект Северного административного округа Москвы в ранге министра Правительства Москвы (2007—2009), почётный энергетик РФ, заслуженный работник РАО «ЕЭС России», член Союза журналистов РФ, кандидат экономических наук.

## Население
| 1959  | 1970  | 1979  | 1989    | 2002  | 2010  | 2012  |
| ----- | ----- | ----- | ------- | ----- | ----- | ----- |
| 3812  | ↗5260 | ↗7359 | ↗10 130 | ↘9717 | ↘8377 | ↘8216 |
| 2013  | 2014  | 2015  | 2021    |       |       |       |
| ↘8175 | ↘8123 | ↘8048 | ↗8274   |       |       |       |

## Социальная инфраструктура
В с. Мельниково расположены следующие объекты социальной инфраструктуры:
- 2 дошкольных учреждения (введены в 2004 и 2008 годах соответственно);
- 2 средних общеобразовательных школы;
- Промышленно-коммерческий техникум;
- Центр детского творчества;
- Детская школа искусств;
- Детско-юношеская спортивная школа;
- Центральная районная библиотека;
- Центральная районная больница;
- Центральная аптека.

## Транспорт
От Томска до Мельниково можно добраться на автобусе маршрута № 509 (№ 309 с 2019 года). Время в пути — 1 час 40 минут. Обслуживает ЗАО «Шегарское АТП» на автобусах семейства ПАЗ-3205.

## Средства массовой информации
- Шегарский вестник